# Equi Fernández
Ezequiel Fernández, né le 25 juillet 2002 à Buenos Aires, est un footballeur international argentin qui évolue au poste de milieu défensif à Al-Qadsiah FC.

## Biographie

### En club
Formé au Boca Juniors, Fernandez fait partie des éléments les plus prometteurs du club argentin, au cœur de plusieurs titres nationaux en jeune, dans une génération dûment représentée dans les sélections de jeunes argentines.

### En sélection
Avec les moins de 17 ans, il participe au championnat sud-américain moins de 17 ans en 2019. Avec un total de cinq victoires, deux nuls et deux défaites, l'Argentine remporte le tournoi.

## Palmarès
- Vainqueur du championnat de la CONMEBOL des moins de 17 ans en 2019 avec l'équipe d'Argentine des moins de 17 ans